# Stranger Point
Stranger Point är en udde i Antarktis. Den ligger i Sydshetlandsöarna. Argentina, Chile och Storbritannien gör anspråk på området.
Terrängen inåt land är kuperad norrut. Havet är nära Stranger Point söderut. Trakten är glest befolkad. Närmaste befolkade plats är Vicente Station, 19,3 kilometer nordost om Stranger Point. 